# Restantenafstempeling
Restanten-afstempeling is de afstempeling van het restant van een postzegelemissie na afloop van de geldigheidstermijn, door of met toestemming van de posterijen. Dit kan gebeuren met een speciaal "restantenstempel" (Brits Noord-Borneo), of met het normale vernietigingsstempel zodat de postzegel schijnbaar postaal gebruikt is.
Daarna zijn deze afgestempelde restanten in de handel en bij verzamelaars terechtgekomen. Omdat deze postzegels niet postaal zijn gebruikt worden ze door filatelisten minder gewaardeerd.
Restantenafstempeling is niet gebruikelijk, vanwege commerciële bezwaren. 

## Nederlandse tuberculosezegels 1906
Van de Nederlandse tuberculosezegels van 1906 is het restant (ruim 2 miljoen zegels) vernietigd met een grootrondstempel van AMSTERDAM ge(ante)dateerd 31 JAN 07 — 10-12N, dus het laatste tijdvak (22-24 uur) op de laatste dag van geldigheid. Het is moeilijk te geloven dat binnen twee uur ('s avonds tussen 22 en 24 uur) ruim 20.000 vellen zijn afgestempeld. De gestempelde vellen zijn ter beschikking gesteld aan de "Amsterdamsche Vereeniging tot bestrijding der Tuberculose" voor de verkoop.
De NVPH-catalogus geeft een aparte prijsnotering voor deze restantenafstempeling; deze zijn veel minder waard dan gewone, postaal gebruikte zegels. Het is curieus dat in dit verband wordt gesproken van een "welwillendheidsstempel".
Zie ook: Postfris gestempeld